# Enicospilus cittus
Enicospilus cittus là một loài tò vò trong họ Ichneumonidae.